# Oude Subačius
Oude Subačius (Litouwse - Senasis Subačius) is een plaats in het Litouwse district Panevėžys. De plaats telt 149 inwoners (2011).